# Asociația Internațională a Jocurilor Mondiale
Asociația Internațională a Jocurilor Mondiale (în engleză International World Games Association ), cunoscută și sub acronimul IWGA, este o federație internațională recunoscută de Comitetul Olimpic Internațional care organizează din patru în patru ani din 1981 , evenimentul multi-sport numit Jocuri Mondiale.

## Federațiile afiliate
IWGA reunește federațiile internaționale  ale căror sporturi, deși recunoscute oficial de COI, nu sunt încă admise la Jocurile Olimpice. Cu toate acestea, COI este atent la evenimentele Jocurilor Mondiale și, periodic, unele dintre aceste sporturi cuceresc nobilimea olimpică, părăsind în consecință programul Jocurilor Mondiale. Cu caractere aldine, federațiile recunoscute de COI. 
- Federația Internațională de Aikido (IAF) pentru aikido
- Fédération aéronautique internationale (FAI) pentru parașutism
- Federația Internațională de Tir cu Arcul (FITA) pentru fotografiere pe teren
- Confederația Mondială a Sporturilor de Biliard (WCBS) pentru carambol , piscină și snooker
- Federația Internațională de Culturism și Fitness (IFBB) pentru culturism
- World Confédération des Sports de Boules (CMSB) pentru boluri (specialități: petanca , volo și rafa )
- Federația Internațională de Bowling (FIQ) pentru bowling
- Federația Internațională de Canoe (ICF) pentru canoe polo
- Federația Internațională de Casting Sport (ICSF) pentru casting
- Federația Internațională de Alpinism (IFSC) pentru alpinism
- Federația Mondială de Dans Sportiv (IDSF) pentru dans sportiv
- Asociația Internațională de Fistball (IFV) pentru fistball
- World Flying Disc Federation (WFDF) pentru final
- Federația Internațională de Gimnastică (FIG) pentru ritm , aerobic , trambulină și tumbling
- Federația Internațională de Handbal (IHF) pentru handbal pe plajă
- Federația Internațională de Hochei pentru hochei pe câmp
- Federația Internațională Ju-Jitsu (JJIF) pentru ju-jitsu
- Federația Mondială de Karate (WKF) pentru karate
- Federația Internațională Korfball (IKF) pentru korfball
- Federația Internațională de Salvare a Vieții (ILS) pentru înotul salvator de vieți
- Federația Internațională a Asociațiilor Netball (IFNA) pentru netball
- Federația Internațională de Orientare (IOF) pentru orientare
- Federația Internațională de Powerlifting (IPF) pentru powerlifting
- Federația Internațională de Racquetball (IRF) pentru racquetball
- Federația Internațională a Roller Sports (FIRS) pentru artistic , hochei și viteză
- Consiliul internațional de rugby (IRB) pentru rugby cu 7 piese
- World Squash Federation (WSF) pentru squash
- Federația Internațională de Sumo (IFS) pentru sumo
- Asociația Internațională de Surf (ISA) pentru surfing
- Federația Internațională Tug of War (TWIF) pentru remorcare
- World Confédération des activités subaquatiques (CMAS) pentru înotul cu aripioare
- Federația internațională pentru schi nautic și Wakeboard (IWSF) pentru schi nautic , desculț și wakeboarding
- Asociación Mundial de Futsal (AMF) pentru futsal
- Federation International Lacrosse (FIL) pentru lacrosse
- Federația Internațională MuayThai (IFMA) pentru muay thai